# Antony Penrose

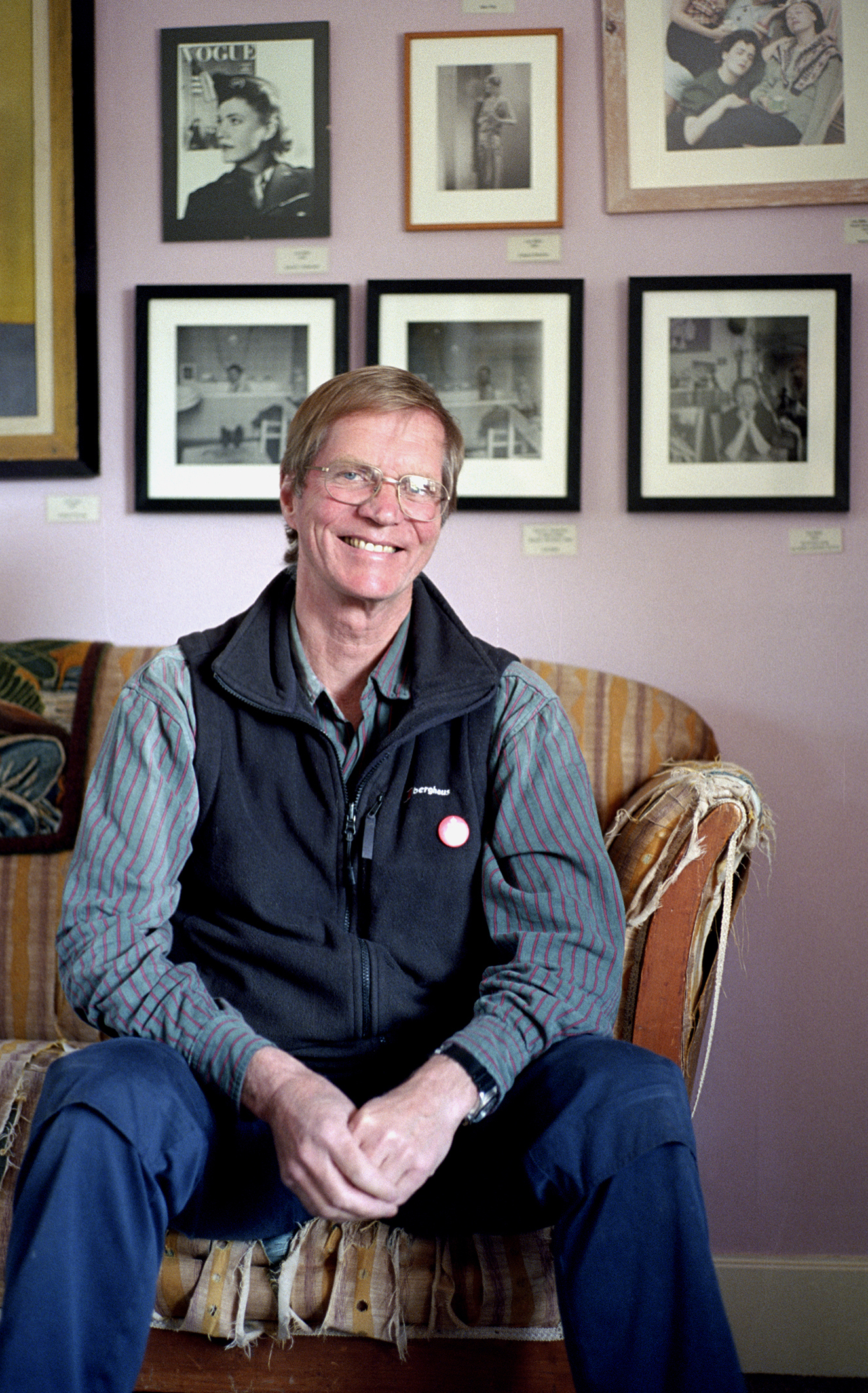
Anthony Penrose

Antony Penrose (* 9. September 1947 in London, England) ist ein britischer Schriftsteller, Fotograf, Kurator und Nachlassverwalter des Lee-Miller-Archivs und der Roland-Penrose-Collection seiner Eltern. In ihrem früheren Wohnhaus, dem Farley Farm House in Chiddingly, East Sussex, entstand unter seiner Leitung ein Museum mit angeschlossener Galerie.

## Leben und Wirken
Penrose ist der Sohn der amerikanischen Fotografin Lee Miller und des englischen surrealistischen Malers und Dichters Roland Penrose, der 1947 das Londoner Institute of Contemporary Arts mitbegründete und unter anderem Biograf von Man Ray, Pablo Picasso und Antoni Tàpies war. Schon früh begann er, beeinflusst durch seine Mutter, zu fotografieren. Antony Penrose befasste sich zunächst mit Landwirtschaft.

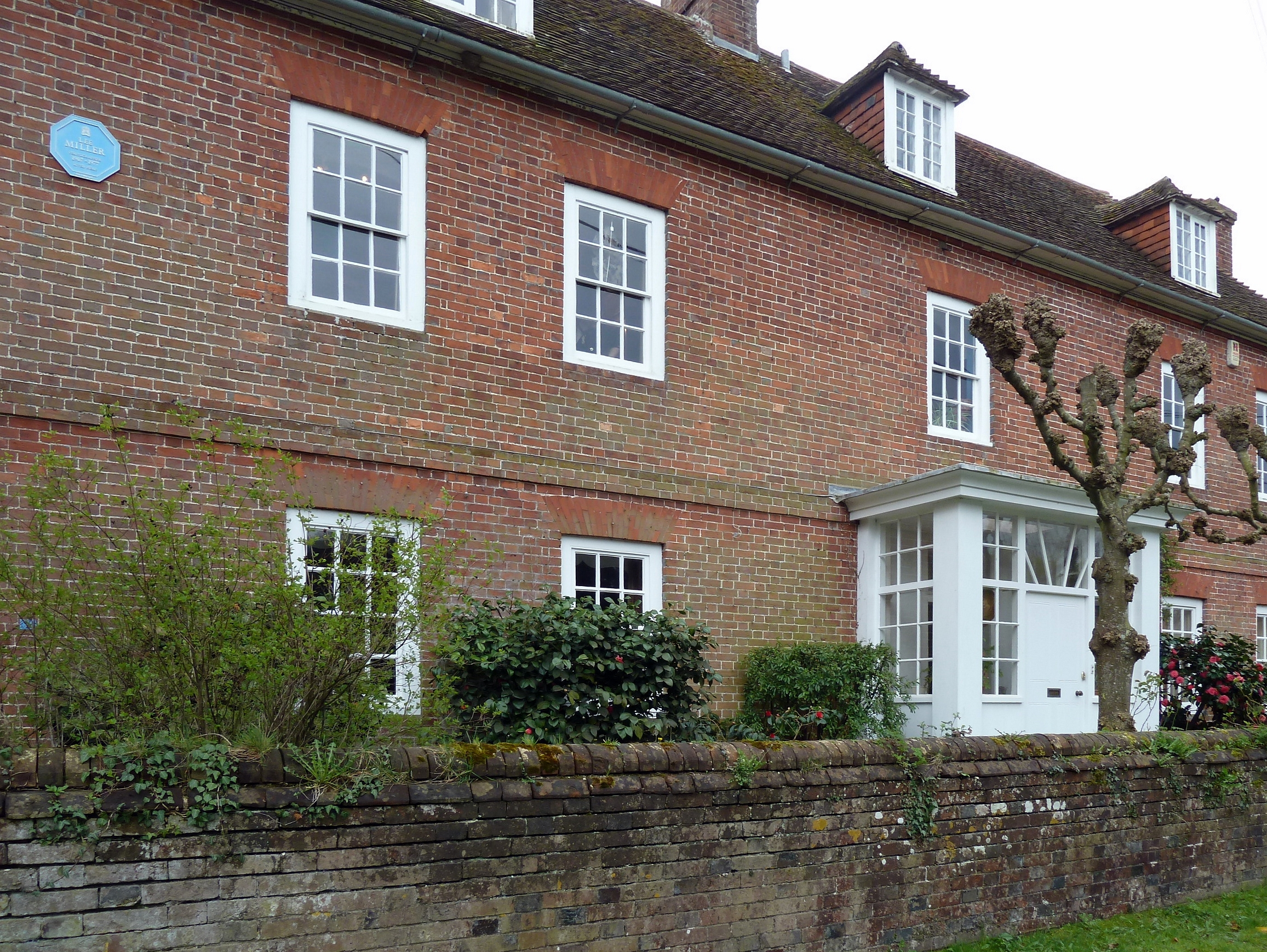
Farley Farm House im Jahr 2011

Ab 1997 begann er den Nachlass seiner 1977 verstorbenen Mutter zu sichten, den er auf dem Dachboden des Familienhauses, dem Farley Farm House in East Sussex, entdeckte. Der Fund, bestehend aus etwa 60.000 Negativen, Abzügen und Manuskripten, wurde zum Grundstock des Lee-Miller-Archives. Penrose veröffentlichte daraufhin mehrere Monografien über seine Eltern, vornehmlich über Lee Miller, deren fotografisches Werk dadurch erstmals ins öffentliche Interesse rückte. Lee-Miller-Archives und die Penrose Collection werden im Farley Farm House aufbewahrt. Zugleich ist es unter Penroses Leitung Museum und Galerie.
Antony Penrose verfasste zahlreiche Bücher, Artikel sowie zwei Bühnenstücke über seine Eltern und deren Zeitgenossen. In seinem 2010 erschienenen Kinderbuch The Boy Who Bit Picasso (dt. Der Junge, der Picasso biss), das Fotografien Lee Millers und Werke Picassos enthält, schildert er die Anekdote, wie er als kleiner Junge bei einem Besuch Picassos 1950 in seinem Elternhaus den Künstler biss und von diesem wiedergebissen wurde.

## Publikationen
- Immer lieber woanders hin. Die Leben der Lee Miller, die Frau in Hitlers Badewanne. Insel Verlag, Berlin 2023, ISBN 978-3-458-68264-6. Originaltitel: The Lives of Lee Miller. Thames & Hudson, London 1985, ISBN 0-03-005833-3.
- Apropos Lee Miller. Verlag Neue Kritik, Frankfurt am Main 1995. ISBN 978-3-8015-0278-2. [einführendes Essay]
- Als Miró die Tiere neu erfand. Knesebeck, München 2016, ISBN 978-3-8687-3936-7.[4] Originaltitel: Miró’s Magic Animals. Thames & Hudson, London 2016, ISBN 978-0-500-65066-0
- Der Junge, der Picasso biss. Knesebeck, München 2010, ISBN 3-86873-260-8. [Originaltitel: The Boy Who Bit Picasso; Das Buch stand in der Sparte Sachbuch 2011 in der Auswahlliste des Deutschen Jugendliteraturpreises]
- Lee Miller’s War. Photographer and Correspondent with the Allies in Europe 1944–45. Thames & Hudson, New York 2005 [mit einem Vorwort von David E. Scherman; Neuauflage, Erstveröffentlichung bei Condé Nast Books 1992], ISBN 0-500-28558-6
- Das Haus der Surrealisten: der Freundeskreis um Lee Miller und Roland Penrose. Nicolai, Berlin 2002, ISBN 3-87584-164-6; Originaltitel: The home of the surrealists: Lee Miller, Roland Penro se, and their circle at Farley Farm teilweise online (mit Abbildungen, englisch) in der Google-Buchsuche
- Roland Penrose. The friendly surrealist. Prestel, München 2001, ISBN 978-3-7913-2492-0

## Video
- Antony Penrose im Farley Farm House auf YouTube